# Lista de deputados estaduais do Espírito Santo da 12.ª legislatura
Esta é a lista de deputados estaduais do Espírito Santo para a legislatura 1991–1995. Estavam em jogo 30 cadeiras na Assembleia Legislativa do Espírito Santo.

## Composição das bancadas
| Partido | Líder                  | Bancada | Posição      |
| ------- | ---------------------- | ------- | ------------ |
| PFL     | Waldemiro Seibel       | 6 / 30  | Oposição     |
| PSDB    | Cabo Camata            | 5 / 30  | Governo      |
| PTB     | Ricardo Ferraço        | 4 / 30  | Governo      |
| PMDB    | Antônio Tadeu Giuberti | 4 / 30  | Independente |
| PDT     | Ruzerte Gaigher        | 3 / 30  | Governo      |
| PRN     | Luciano Souza Cortez   | 3 / 30  | Oposição     |
| PT      | João Coser             | 3 / 30  | Oposição     |
| PDC     | Marcos Madureira       | 1 / 30  | Independente |
| PSB     | Renato Casagrande      | 1 / 30  | Governo      |

## Deputados estaduais
| Número | Deputados estaduais eleitos | Partido | Votação | Percentual | Cidade onde nasceu      | Unidade federativa |
| 14441  | Valcy Souza                 | PTB     | 10.230  | 1,25%      | Pancas                  | Espírito Santo     |
| 14202  | Ricardo Ferraço             | PTB     | 9.356   | 1,14%      | Cachoeiro de Itapemirim | Espírito Santo     |
| 12308  | Ruzerte Gaigher             | PDT     | 8.776   | 1,07%      | Itapemirim              | Espírito Santo     |
| 36149  | Edson Henrique Pereira      | PRN     | 8.657   | 1,06%      | Barra de São Francisco  | Espírito Santo     |
| 15990  | Antônio Tadeu Giuberti      | PMDB    | 8.079   | 0,99%      | Colatina                | Espírito Santo     |
| 45856  | Umberto Messias de Souza    | PSDB    | 7.974   | 0,97%      | Marataízes              | Espírito Santo     |
| 12968  | Paulo Lemos Barbosa         | PDT     | 7.678   | 0,94%      | Alegre                  | Espírito Santo     |
| 25661  | Nilton Gomes                | PFL     | 7.426   | 0,91%      | Nova Venécia            | Espírito Santo     |
| 15578  | José Francisco de Barros    | PMDB    | 7.257   | 0,89%      | Baixo Guandu            | Espírito Santo     |
| 36800  | Djalma Monteiro da Silva    | PRN     | 7.246   | 0,88%      | Aracruz                 | Espírito Santo     |
| 17355  | Marcos Miranda Madureira    | PDC     | 6.971   | 0,85%      | Cachoeiro de Itapemirim | Espírito Santo     |
| 25610  | José Carlos Gratz           | PFL     | 6.728   | 0,82%      | Ibiraçu                 | Espírito Santo     |
| 25193  | Fernando José da Silva      | PFL     | 6.501   | 0,79%      | Guarapari               | Espírito Santo     |
| 25713  | Waldemiro Seibel            | PFL     | 6.451   | 0,79%      | Laranja da Terra        | Espírito Santo     |
| 25919  | Waldir Durão Filho          | PFL     | 6.367   | 0,78%      | Linhares                | Espírito Santo     |
| 14673  | Maria da Penha Feu Rosa     | PTB     | 5.921   | 0,72%      | Colatina                | Espírito Santo     |
| 15201  | Ethereldes Queiroz do Vale  | PMDB    | 5.826   | 0,71%      | Vitória                 | Espírito Santo     |
| 25362  | Carlos Magno Pimentel       | PFL     | 5.674   | 0,69%      | Viana                   | Espírito Santo     |
| 45552  | Luiz Temóteo Dias Vieira    | PSDB    | 5.557   | 0,68%      | Afonso Cláudio          | Espírito Santo     |
| 12429  | Carlos Roberto Cabalini     | PDT     | 5.556   | 0,68%      | Alegre                  | Espírito Santo     |
| 45485  | Ulysses Jarbas Anders       | PSDB    | 5.516   | 0,67%      | São Mateus              | Espírito Santo     |
| 45195  | Hélio Gualberto Vasconcelos | PSDB    | 5.470   | 0,67%      | Jerônimo Monteiro       | Espírito Santo     |
| 13344  | Brice Bragato               | PT      | 5.447   | 0,66%      | Conceição do Castelo    | Espírito Santo     |
| 45521  | Cabo Camata                 | PSDB    | 5.397   | 0,66%      | Vitória                 | Espírito Santo     |
| 14576  | Gilson Gomes                | PTB     | 5.128   | 0,62%      | Afonso Cláudio          | Espírito Santo     |
| 40862  | Renato Casagrande           | PSB     | 5.060   | 0,62%      | Castelo                 | Espírito Santo     |
| 15261  | Jauber Pignaton             | PMDB    | 4.956   | 0,60%      | Ibiraçu                 | Espírito Santo     |
| 36171  | Luciano Souza Cortez        | PRN     | 4.876   | 0,59%      | Cachoeiro de Itapemirim | Espírito Santo     |
| 13310  | João Coser                  | PT      | 2.907   | 0,35%      | Santa Teresa            | Espírito Santo     |
| 13423  | Aloísio Krohling            | PT      | 2.624   | 0,32%      | Linhares                | Espírito Santo     |